# Brzoza ojcowska
Brzoza ojcowska (Betula pendula var. oycowiensis (Besser) Dippel) – odmiana brzozy brodawkowatej (Betula pendula), ew. uznawana tylko za formę. Po raz pierwszy opisana została w 1809 r. przez polskiego botanika Willibalda Bessera jako gatunek Betula oycoviensis. W 1860 r. niemiecki botanik Schur opisał te brzozy z Siedmiogrodu. W 1920 roku odnalazła ją w Polsce Janina Jentys-Szaferowa, która ogłosiła wyniki badań nad nią w roku 1928 w Roczniku Polskiego Towarzystwa Dendrologicznego i w 1953 r. w Ochronie Przyrody (rocznik XXI). Takson uznany został za mieszańca brzozy brodawkowatej Betula pendula z brzozą Szafera Betula szaferi. Współcześnie brzoza Szafera i brzoza ojcowska uznawane są za synonimy brzozy brodawkowatej, pierwszy za formę słabo rosnącą, drugi za odmianę lub formę.

## Rozmieszczenie geograficzne
Najstarsze znane stanowisko brzozy ojcowskiej, gdzie została ona znaleziona w 1805 r. przez Bessera i skąd została opisana w cztery lata później, znajduje się w osadzie Hamernia w Dolinie Prądnika. Dopiero jednak w 1948 r. przeprowadzono inwentaryzację okazów tego taksonu w jego locus classicus: na terenie Hamerni i sąsiedniej osady Swawola znaleziono wówczas łącznie 30 osobników. Podobną liczbę podała stamtąd w 1952 r. Jentys-Szaferowa. Szczegółowa inwentaryzacja tego stanowiska w 1965 r. wykazała 39 osobników, a w 20 lat później – jedynie 6.
W międzyczasie odkryto drugie stanowisko brzozy ojcowskiej, zlokalizowane również na Wyżynie Krakowsko-Częstochowskiej, w Dolinie Kobylańskiej. W 1952 r. J. Małecki i J. Jentys-Szaferowa znaleźli tam 5 osobników, z czego tylko jeden drzewiasty wysokości 8 m. W 1966 r. A. Korczyk zinwentaryzował tam 35 osobników w kilku skupieniach, nie licząc siewek. W 1985 r. doliczono się tam łącznie 116 osobników, z których najwyższy sięgał ok. 15 m.
W 1957 r. stanowisko brzozy ojcowskiej, liczące jedynie dwa okazy, zostało okryte w Tarnawie Dolnej, na wschodnim krańcu Beskidu Małego. W 1985 r. nie znaleziono tam już jednak żadnego osobnika.
Według danych z 2006 r. w Polsce brzoza ojcowska występuje na 5 stanowiskach: Chojnik w Sudetach, Dolina Kobylańska i Hamernia na Wyżynie Krakowsko-Częstochowskiej, Czerwona Góra koło Opatowa na Wyżynie Sandomierskiej oraz Skiełek w Beskidzie Wyspowym. Poza Polską brzoza ta stwierdzana była w Siedmiogrodzie, na Słowacji, Ukrainie, Danii i Szwecji, przy czym wszędzie na pojedynczych stanowiskach.

## Morfologia
PokrójKrzew lub niskie  (do 15 m wysokości) drzewo. Korona gęsta, gałęzie cienkie i powyginane. Pień o zwykle białej i niełuszczącej się korze. Gałęzie o krótkopędach dłuższych (szczególnie tych zakończonych kotką żeńską) niż u innych brzóz.
KwiatyKwiatostany (kotki) męskie zawiązują się już w drugim roku życia. Kotki żeńskie na pędach bocznych 2 razy dłuższych od nich. Szyszki kwiatostanu o połowę krótsze od kotki. Kwitnienie w kwietniu i maju.
LiścieLiście długości 1,5–4 cm. Ostro piłkowane podwójnie lub potrójnie. Rombowate, ostrym klinem zbiegające wzdłuż ogonka, 5-6-nerwowe, skrętoległe. Na pędach wegetatywnych po 2–7 (zwykle 3), na pędach owocujących po 3–9 (zwykle 4). Mniejsze od liści innych brzóz. Liście letnie, rosnące na długopędach, są większe od rosnących na wiosnę.
OwoceOwocostany o łuskach rozłożystych, zwykle szerszych niż długich, zachowują się na pędach w całości aż do następnej wiosny, o orzeszkach stosunkowo szerszych niż u brzozy brodawkowatej.

## Biologia i ekologia
Rośliny te uznawane były za mieszańca brzozy brodawkowatej (Betula pendula) z brzozą Szafera (Betula szaferi). Fanerofit. Rośnie w lasach liściastych. Liczba chromosomów 2n = 28.

## Ochrona
Takson skrajnie rzadki i nieliczny (w 2006 wszystkich osobników w całej Polsce było około 250). W Polsce podlega ścisłej ochronie gatunkowej nieprzerwanie od 1946 roku. W Polsce uznawany za endemit cenny dla nauki. Zagrożony wyginięciem, gdyż jako gatunek światłolubny jest zagłuszany przez inne drzewa.
Kategorie zagrożenia:
- Przed rewizją taksonomiczną rodzaju z 2013 takson ujmowany był na Czerwonej Liście Gatunków Zagrożonych IUCN: VU[potrzebny przypis] (po rewizji nie jest ujmowany na liście).
- Kategoria zagrożenia w Polsce według Czerwonej listy roślin i grzybów Polski[14]: V (narażony na wyginięcie)
- Kategoria zagrożenia w Polsce według Polskiej Czerwonej Księgi Roślin (2001): VU (vulnerable, narażony); 2014: EN (zagrożony)[15].